# Secamone varia
Secamone varia är en oleanderväxtart som beskrevs av J. Klackenberg. Secamone varia ingår i släktet Secamone och familjen oleanderväxter. Utöver nominatformen finns också underarten S. v. laxiflora.